# Snow (bier)
Snow (vereenvoudigd chinees: 雪花啤酒, letterlijk Sneeuwvlokbier) is een Chinees biermerk.
Snow is een lager dat gebrouwen wordt door CR Snow (China Resources Snow Breweries Ltd), destijds een joint venture tussen SABMiller en China Resources Enterprises Ltd en sinds 2019 een minderheidsbelang van Heineken. Het bier wordt gebrouwen sinds 1993 en is sinds 2008 het meest verkochte biermerk ter wereld met een jaarlijkse productie van 61 miljoen hectoliter, enkel verkocht in China. Het bier werd in 1993 oorspronkelijk gebrouwen bij drie brouwerijen en werd verder uitgebreid naar 80 brouwerijen in China in 2011.